# مارك ماكراكين
مارك ماكراكين (بالإنجليزية: Mark McCracken)‏ هو ممثل أمريكي، ولد في 1 أغسطس 1960 في الولايات المتحدة.

## أعمال

### أفلام
- (2009) حيث تكون الأشياء البرية[1]

## وصلات خارجية
- مارك ماكراكين على موقع IMDb (الإنجليزية)
- مارك ماكراكين على موقع قاعدة بيانات الفيلم (الإنجليزية)